# Talbot-Darracq

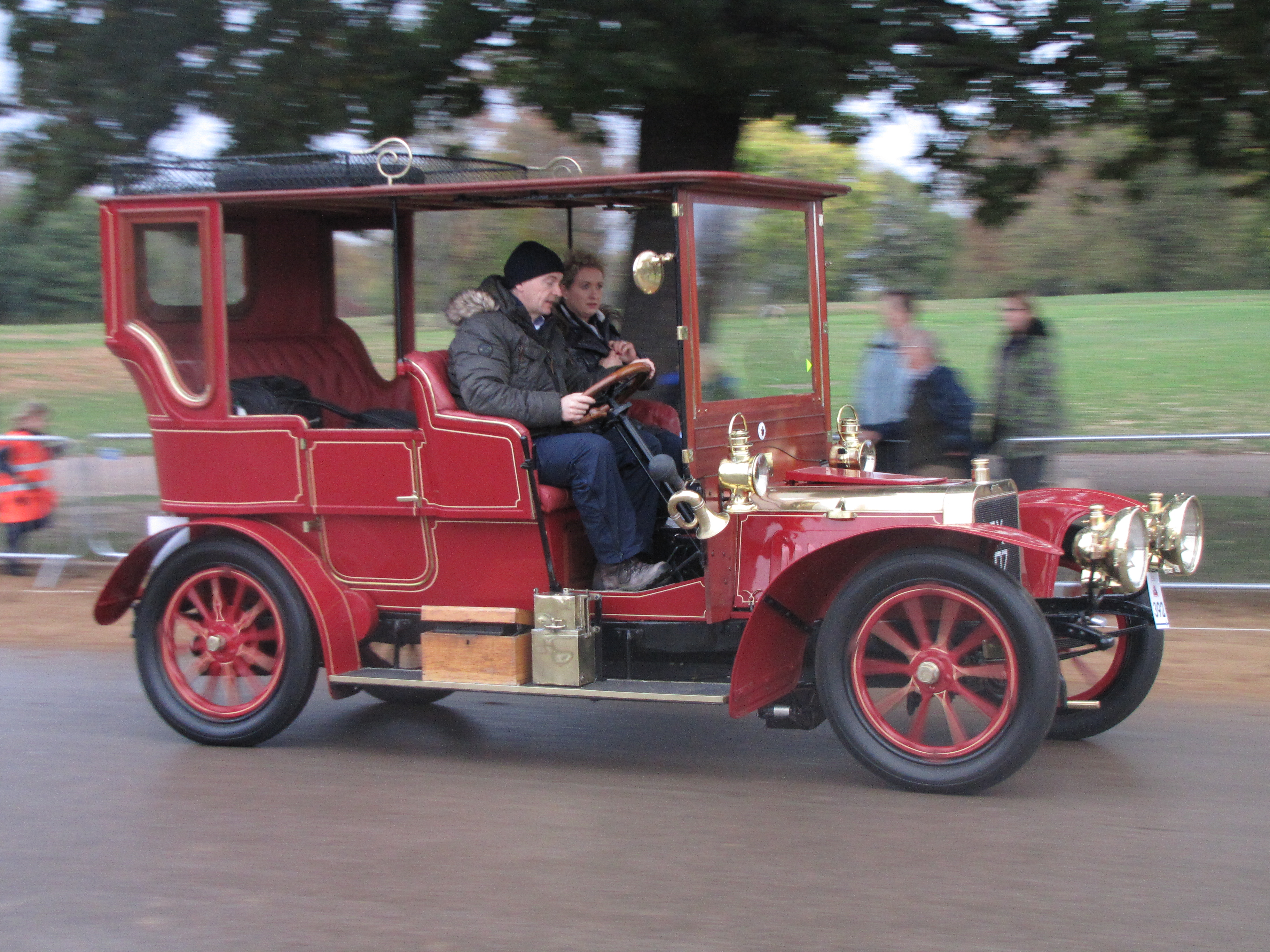
Darracq 15 CP (1904)

Darracq a fost un nume de marcă francez pentru vehicule. A fost înființat de Alexandre Darracq în 1896 și de atunci numele a fost folosit de mai multe companii.
Automobilele Perpère-Darracq S.A. au fost create în 1897 la Suresnes de Raoul Perpère și Alexandre Darracq. Denumirea a devenit Talbot-Darracq în 1920, apoi Talbot din 1921.

## Trivia
Talbot a fost o echipă de Formula 1 care a concurat in campionatul mondial în 1950.

## Film
Principala mașină de epocă prezentată în filmul din 1953 Genevieve este un Darracq, de tipul cu doi cilindri 10/12 CP, construit la Paris în 1904.